# 弗朗齐歇克·普拉尼奇卡
弗朗齐歇克·普拉尼奇卡（捷克語：František Plánička，1904年6月2日—1996年7月20日），捷克男子足球运动员，司职守门员。他曾代表捷克斯洛伐克国家队参加1934年和1938年国际足联世界杯，其中1934年世界杯获得亚军。